# Neozygites cinarae
Neozygites cinarae är en svampart som beskrevs av S. Keller 1997. Neozygites cinarae ingår i släktet Neozygites och familjen Neozygitaceae.   Inga underarter finns listade i Catalogue of Life.